# Monsieur Bertin
Este retrato de Monsieur Bertin es un cuadro de Dominique Ingres. Además de las obras orientalistas por la que es conocido principalmente Ingres, cultivó el retrato, como en este óleo que mide 116 centímetros de alto y 96 de ancho. Actualmente se conserva en el Museo del Louvre de París.

## Historia
Louis-François Bertin era el director del Journal des Débats, un rico empresario editorial en la época de Luis Felipe. Ingres realiza en este cuadro el arquetipo del retrato burgués que influirá profundamente a los pintores académicos como Léon Bonnat, pero también a pintores modernos como Degas y Picasso. Es una de sus obras más célebres.
Encargado y adquirido por Bertin en 1832, fue legado a su hija Louise Bertin después de su muerte. Ella a su vez se lo lega a su sobrina Marie Bertin esposa de Jules Bapst director del Journal des débats. La última propietaria Cécile Bapst, su sobrina, vendió el retrato al Louvre en 1897.

## Análisis
El cuadro tiene un formato mediano, de 116 cm por 96 cm. Sobre un fondo marrón iluminado desde la derecha del cuadro, se destaca la silueta masiva de Bertin. Está retratado en tres cuartos sobre una silla cuyo brazo se ve.
Ingres lo representa de manera poco habitual, que en la época llegó a considerarse vulgar: con las manos, con los dedos abiertos, apoyadas en los muslos. No obstante, es esa postura decidida la que proporciona la clave de la personalidad del retratado, más que el rostro en sí.
La gama cromática es limitada: el negro de las vestiduras y el marrón oscuro del fondo. Viste una chaqueta y unos pantalones negros, con un chaleco marrón en satén sobre una camisa blanca cuyo cuello supera, y de un corbata del mismo color. Se percibe también un par de catalejos que sale del bolsillo derecho de los pantalones. De este entorno oscuro, destaca su rostro. Es un hombre envejecido, que tiene por entonces 66 años, ya que nació en 1766. Tiene el cabello gris claro casi blanco. El rostro presenta una expresión dura y observa directamente al espectador. 
Puede verse, en la parte baja de la pared una decoración con un motivo griego, y el reflejo de una ventana sobre el brazo de la silla. En lo alto a la derecha está escrito L.F. BERTIN. En la esquina superior izquierda aparece la firma y fecha del cuadro: J.INGRES PINXIT 1832 .